# Sceloporus consobrinus
Sceloporus consobrinus este o specie de șopârle din genul Sceloporus, familia Phrynosomatidae, descrisă de Ralph O. Baird și Girard 1853. Conform Catalogue of Life specia Sceloporus consobrinus nu are subspecii cunoscute.